# Seznam opatů Sázavského kláštera

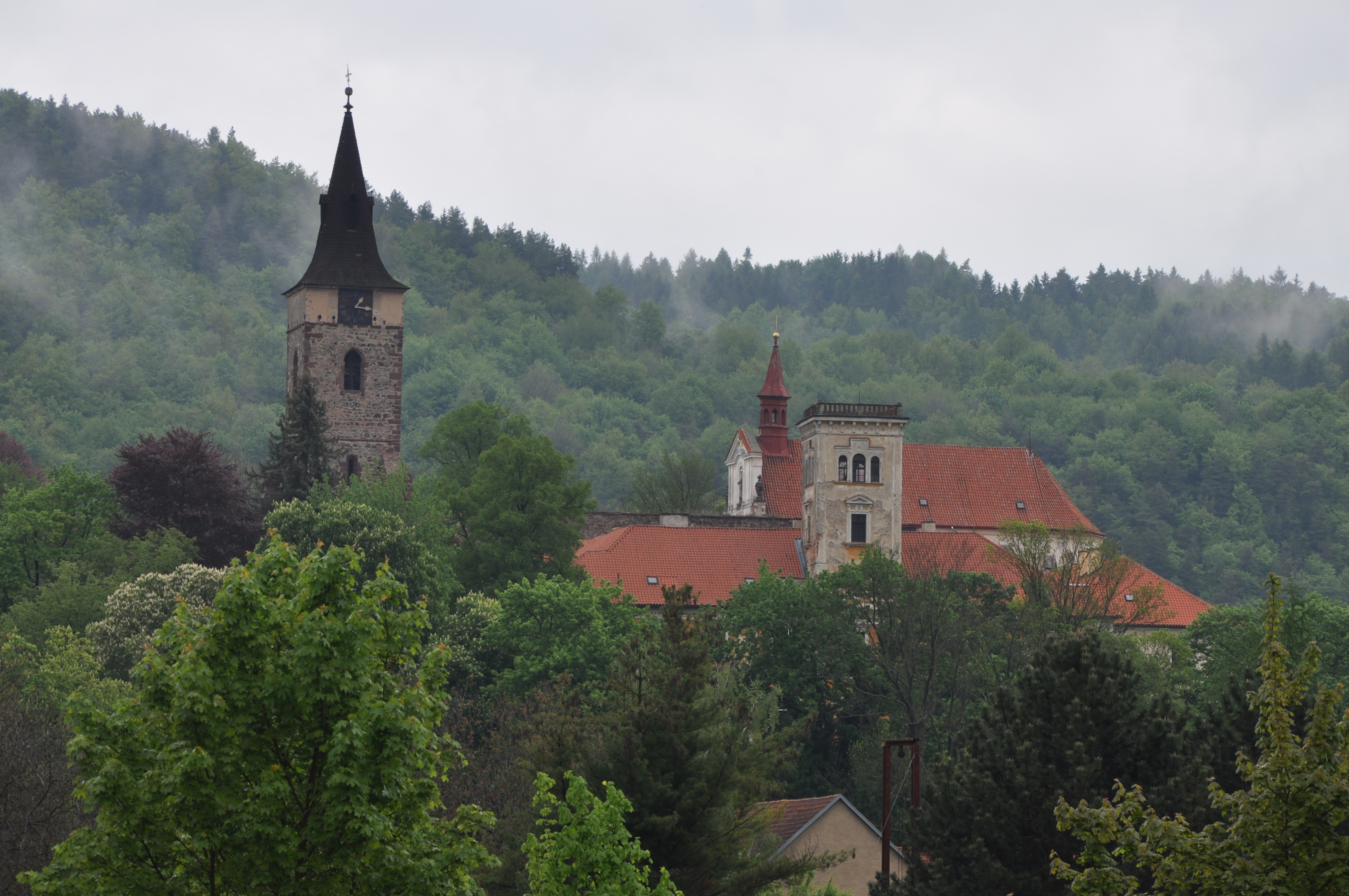
Pohled na Sázavský klášter

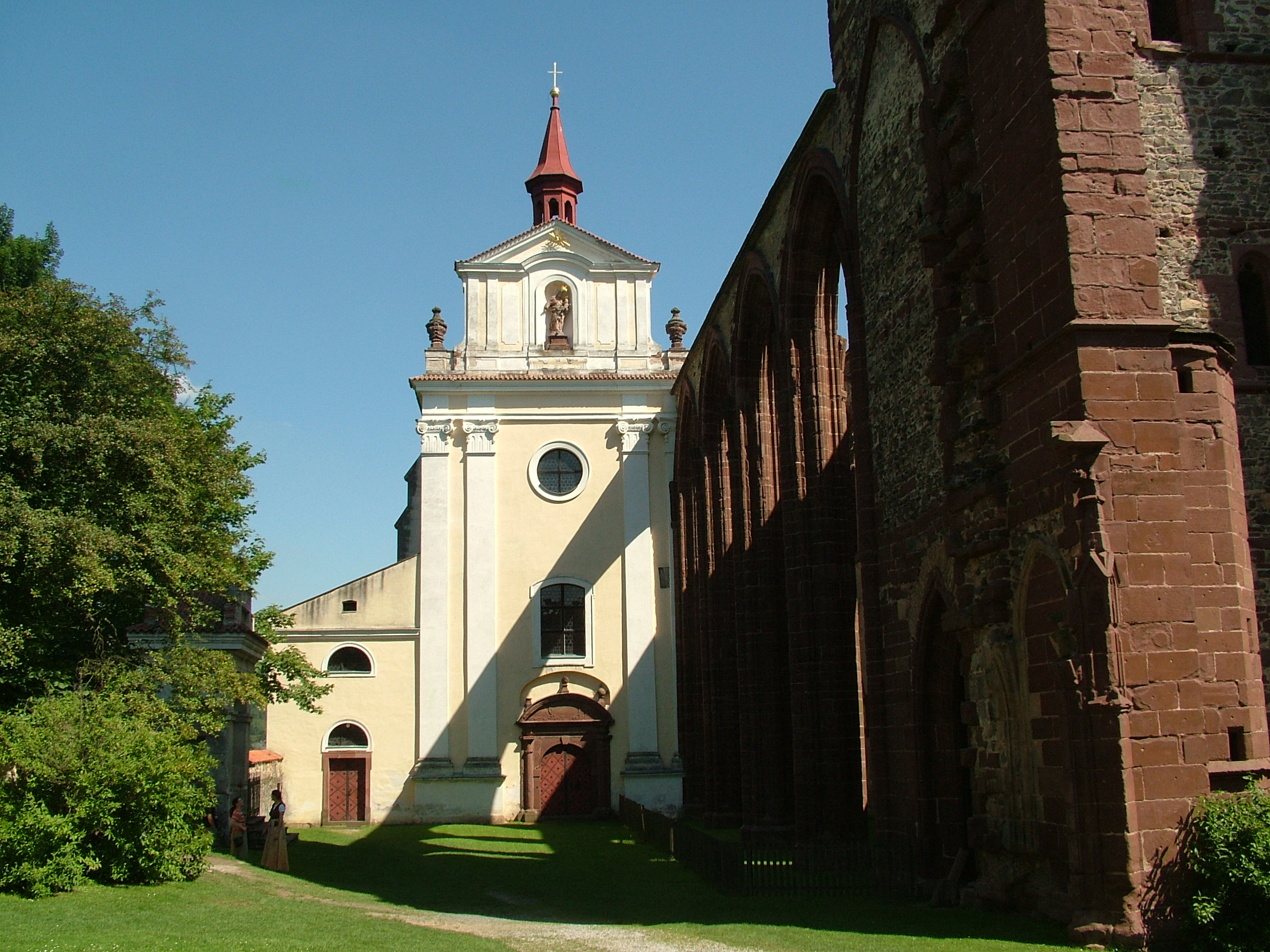

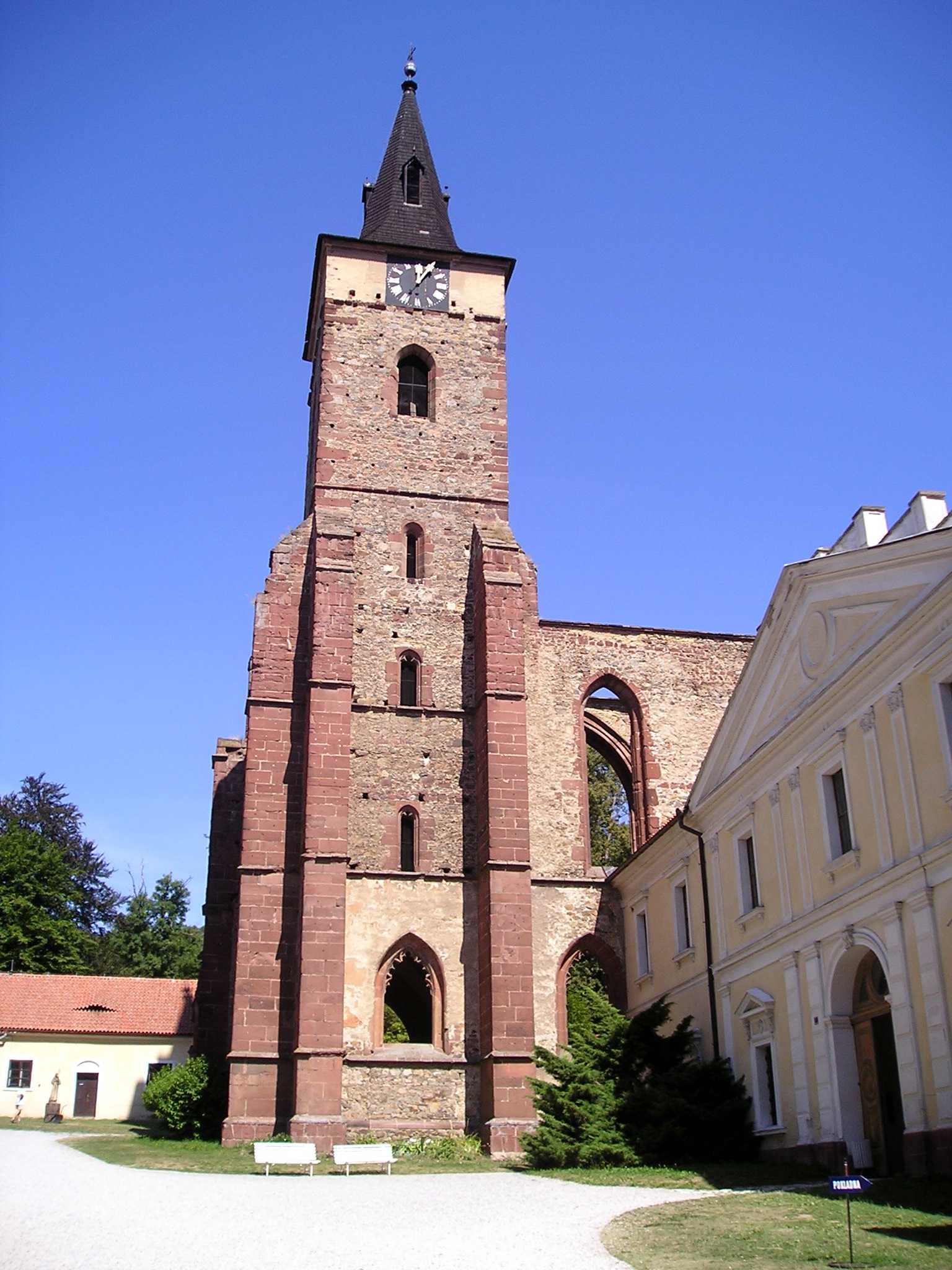

Toto je seznam opatů Sázavského kláštera. Úřad sázavského opata byl založen roku 1035 a existoval do roku 1785, kdy byl klášter zrušen v rámci reforem císaře Josefa II.

## Seznam
Seznam začíná otcem Prokopem, jenž se jako poustevník usadil v místě budoucího kláštera. Postupně zde vznikla malá osada dalších poustevníků, kteří sem přicházeli. Asi roku 1032 za podpory knížete Oldřicha vznikl benediktinský klášter slovanské tradice. Klášter neměl opata a Prokop zpočátku tuto funkci odmítal. Na všeobecné prosby svých spolubratří pak svolil a v roce 1035 byl jmenován prvním opatem kláštera. (Letopočet za jménem označuje datum nástupu jmenovaného opata do úřadu):
- Svatý Prokop 1035
- Vít 	1053
- Jimram 	1086
- Božetěch 	1092
- Děthard 	1097
- Silvestr 	1134
- Božata 	1161
- Reginhard 	1162
- nejmenovaný ?
- Blažej 	1202
- Jan I. 	1276
- Matěj 	1321
- Přibislav 	1332
- Albert 	1354
- Petr ze Zbýšova 	1377
- Jan II. 	1405
- Nevlas 	1405
- Michal 	1431
- Václav I. 	1455
- Jan III. 	1487
- Linhart 	1488
- Jan IV. 	?
- Josef 	1535
- Matěj Kožka 	?
- Petr II. 	1560
- Václav II. 	?
- Adam Polydor 	1565
- Martin Gallus 	1569
- Ondřej z Tomáškovic 	1585
- Stanislaus Thomanides  	1597
- Jiří Štyrský 	1606
- Jiří Pavlín    	1624
- Prokop Tylek 	1637
- Jan Bílek 	1650
- Jiří Itali 	1653
- Jan Prokop Manner 	1660
- Jan de Belmonte 	1663
- Daniel I. Nigrin  	1664
- Řehoř Aulík 	1680
- Coelestin Jindřich 	1680
- Benedikt Grasser 	1681
- Aemilián Hlasivec 	1696
- Václav Košín 	1703
- Bonifatius Frič 	1738
- Anastáz Slančovský 	1744
- Leander Kramář 	1763